# 澳門博物館
澳門博物館（葡萄牙語： Museu de Macau），是展示澳門歷史及民俗的城市博物館。澳門博物館位於澳門市中心的古蹟大炮台上，由葡萄牙建築師馬錦途所設計，於1996年9月動工興建，於1998年4月18日落成開放。澳門博物館所在地的大炮台，以及毗鄰的澳門著名景點大三巴牌坊（聖保祿教堂及學院遺址）等所組成的澳門歷史城區，於2005年被列入聯合國教科文組織之世界遺產名錄（文化）。

## 歷史
1993年，澳葡政府計劃設立澳門博物館，最終決定在大炮台興建，當時澳門地球物理暨氣象台仍以這裏作辦公處。直至1996年氣象台遷往氹仔大潭山，當局於該年9月在原址動工興建澳門博物館，並將大炮台底下挖土改為多層，整項工程斥資一億二千萬澳門元，至1998年完工，同年4月18日由葡萄牙總理古特雷斯（Antonió Guterres）主持開幕啟用，此後正式對外開放。

## 設施

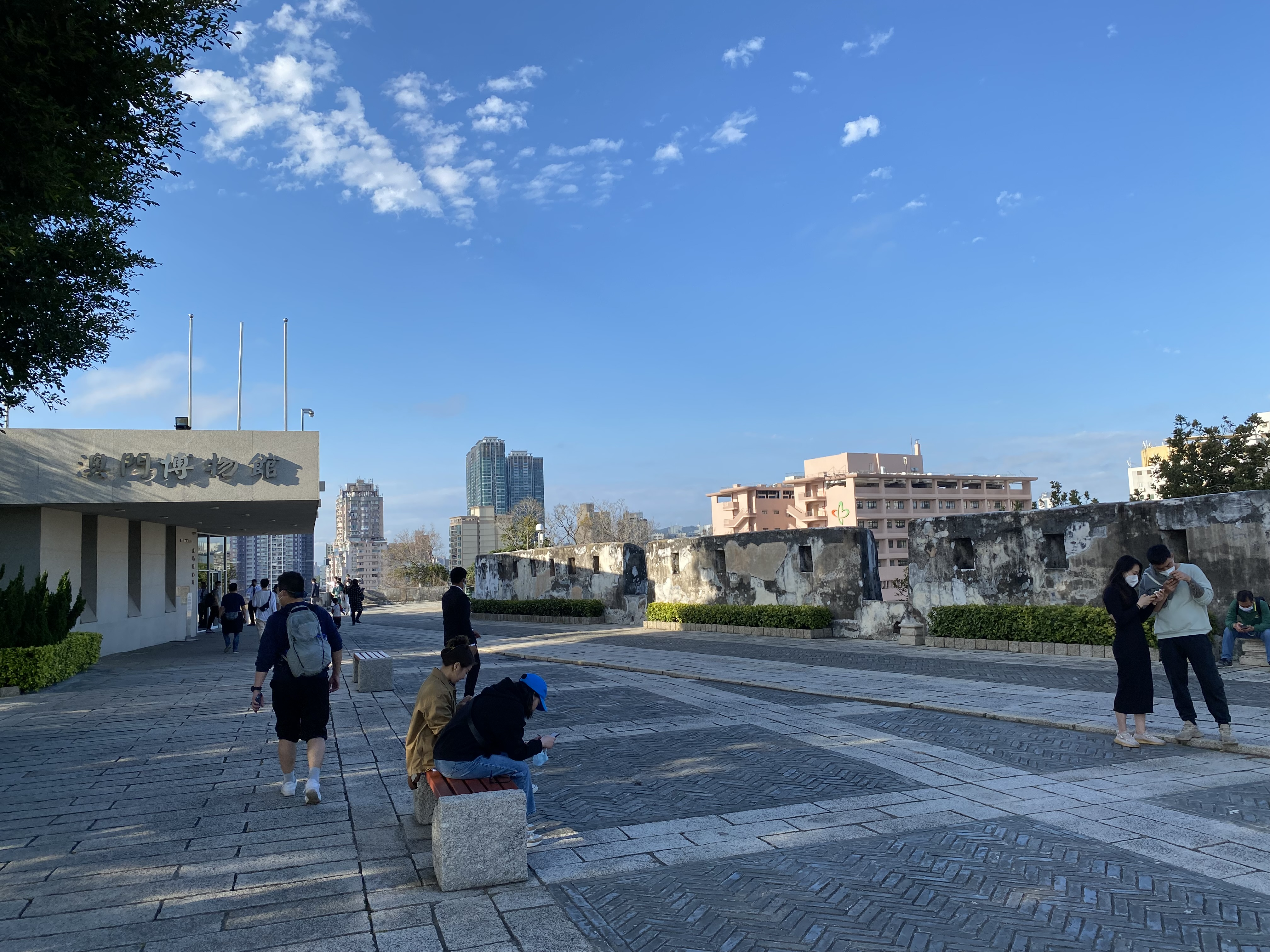
澳門博物館位於澳門大炮台公園中央

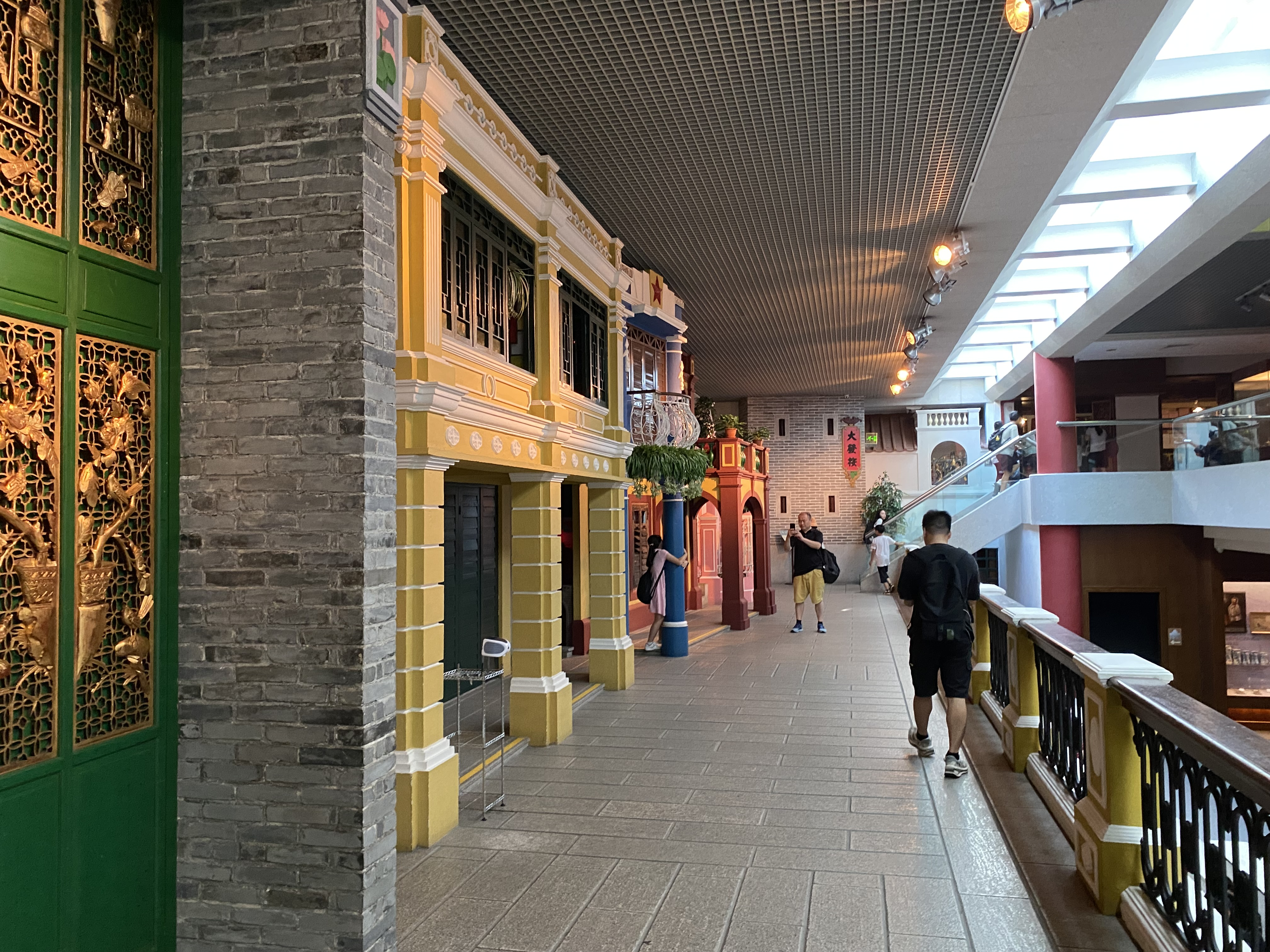
澳門博物館內

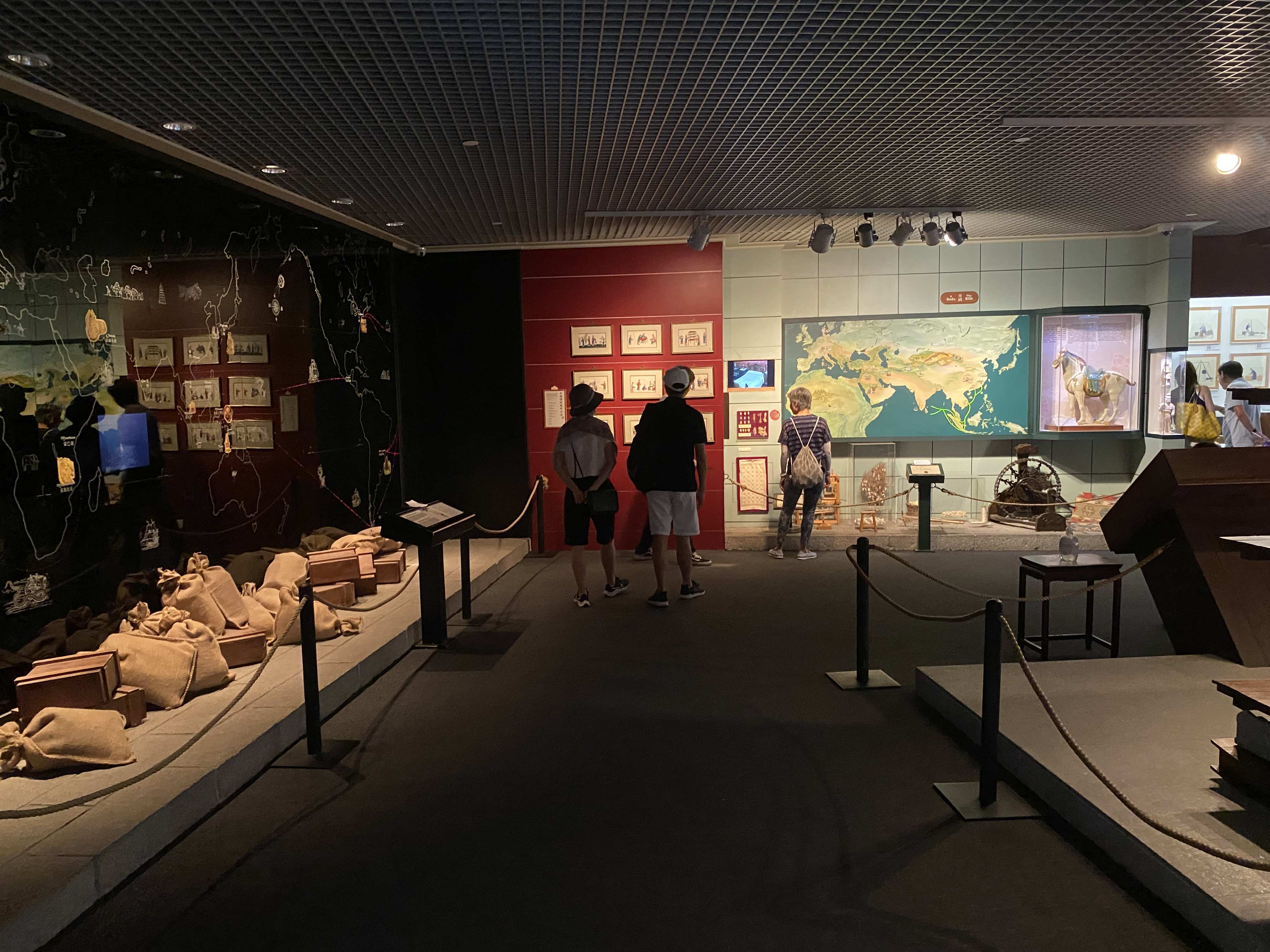
澳門的早期歷史 (一樓展區)

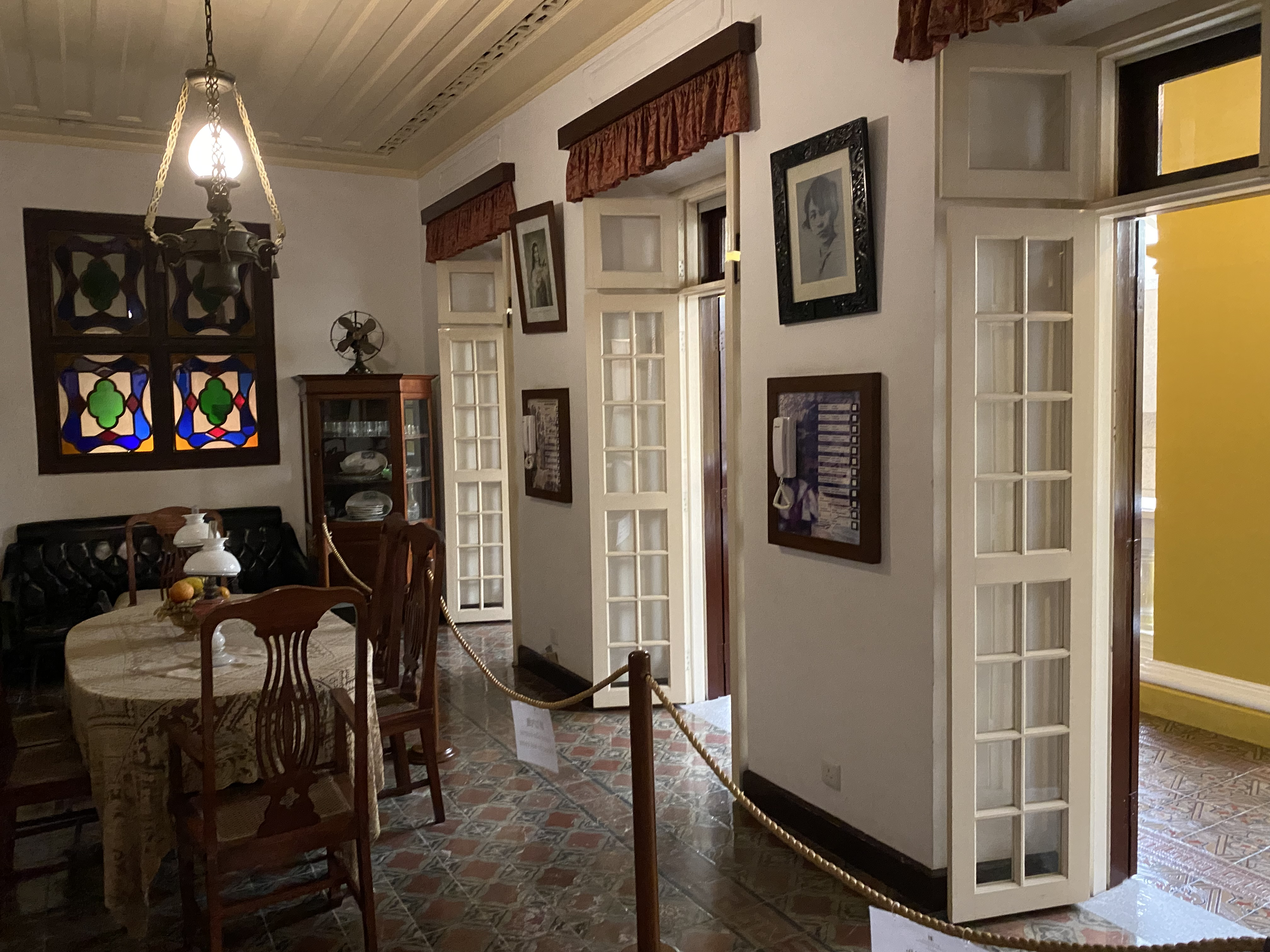
澳門民間藝術與傳統 (二樓展區)

澳門博物館分三個主要部分：澳門大炮台的博物館展覽大樓、大炮台南門外的大炮台迴廊展廳和北面山丘的博物館行政大樓。

### 展覽廳
- 博物館展覽大樓

展覽面積2,800平方米，共分三層，共有3000多件展品，其中首兩層位於炮台地面之下，第三層則在炮台上。展覽大樓的每一層都是常設展廳，分別是：
| 3F | 第三層 | 澳門當代特色：以澳門前瞻為展題，介紹當代澳門的各方面發展。                                       |
| 2F | 第二層 | 澳門民間藝術、民俗與傳統：展示澳門不同的文化題材，如傳統節慶、日常生活、傳統手工藝和典型行業等。 |
| 1F | 第一層 | 澳門地區文明起源和沿革：介紹新石器時代以及自十六世紀至十九世紀中葉，澳門作為貿易商港的情況。     |

- 大炮台迴廊展廳

位於大炮台南門之外的砲兵馬路，原設計為溝通大炮台和望德堂區的快捷通道，有觀光電梯和環形走道，現闢為展廳供文化團體租用，展廳面積400平方米。
- 大炮台陳列室

原為炮台的地下彈藥庫，入口位於大炮台花園。這是一座用花崗岩砌成的地下建築，非常堅固。現用於陳列介紹澳門的各軍事堡壘——尤其是大炮台的歷史變遷和考古發掘的實物與資料。

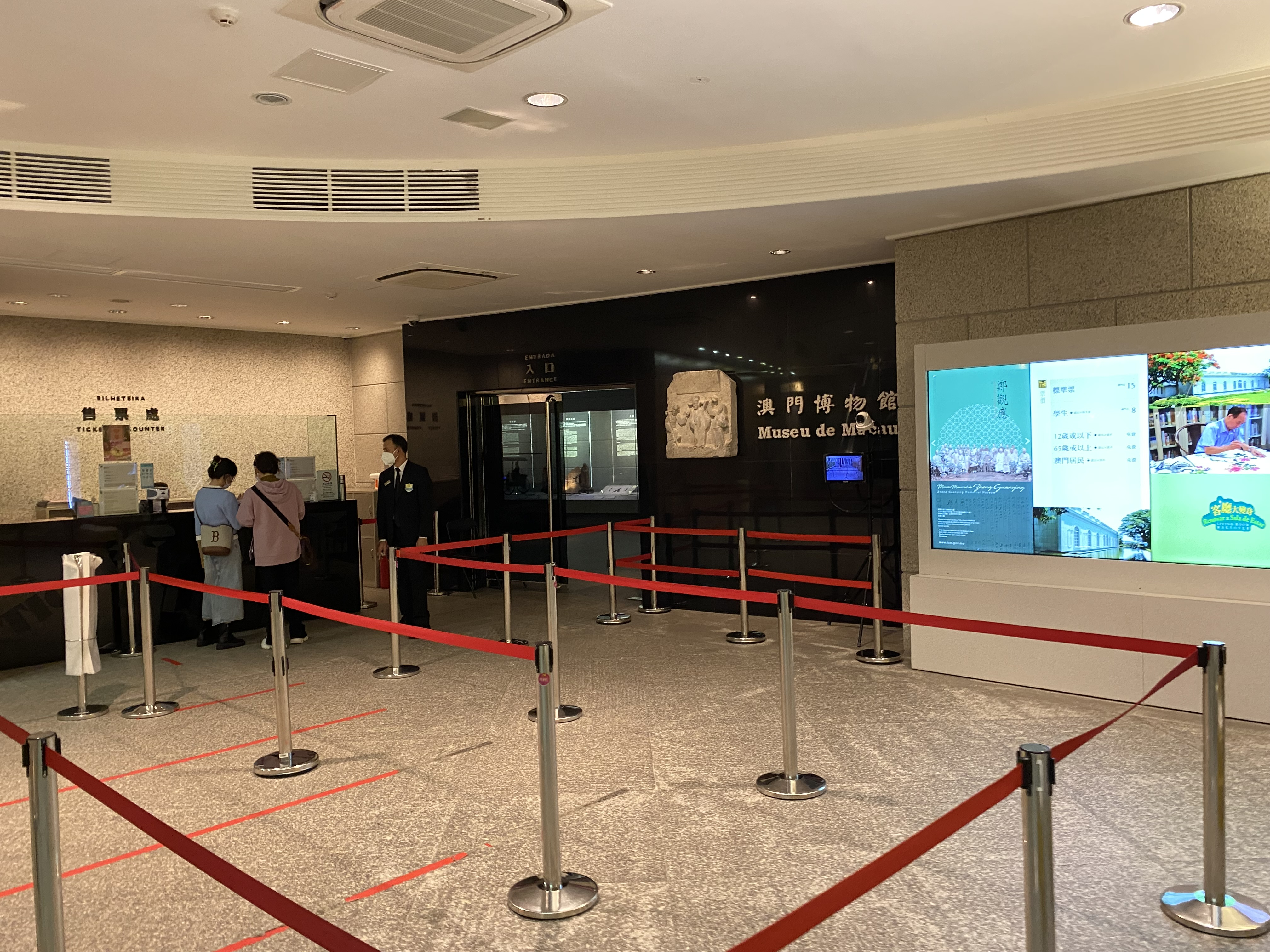
售票處
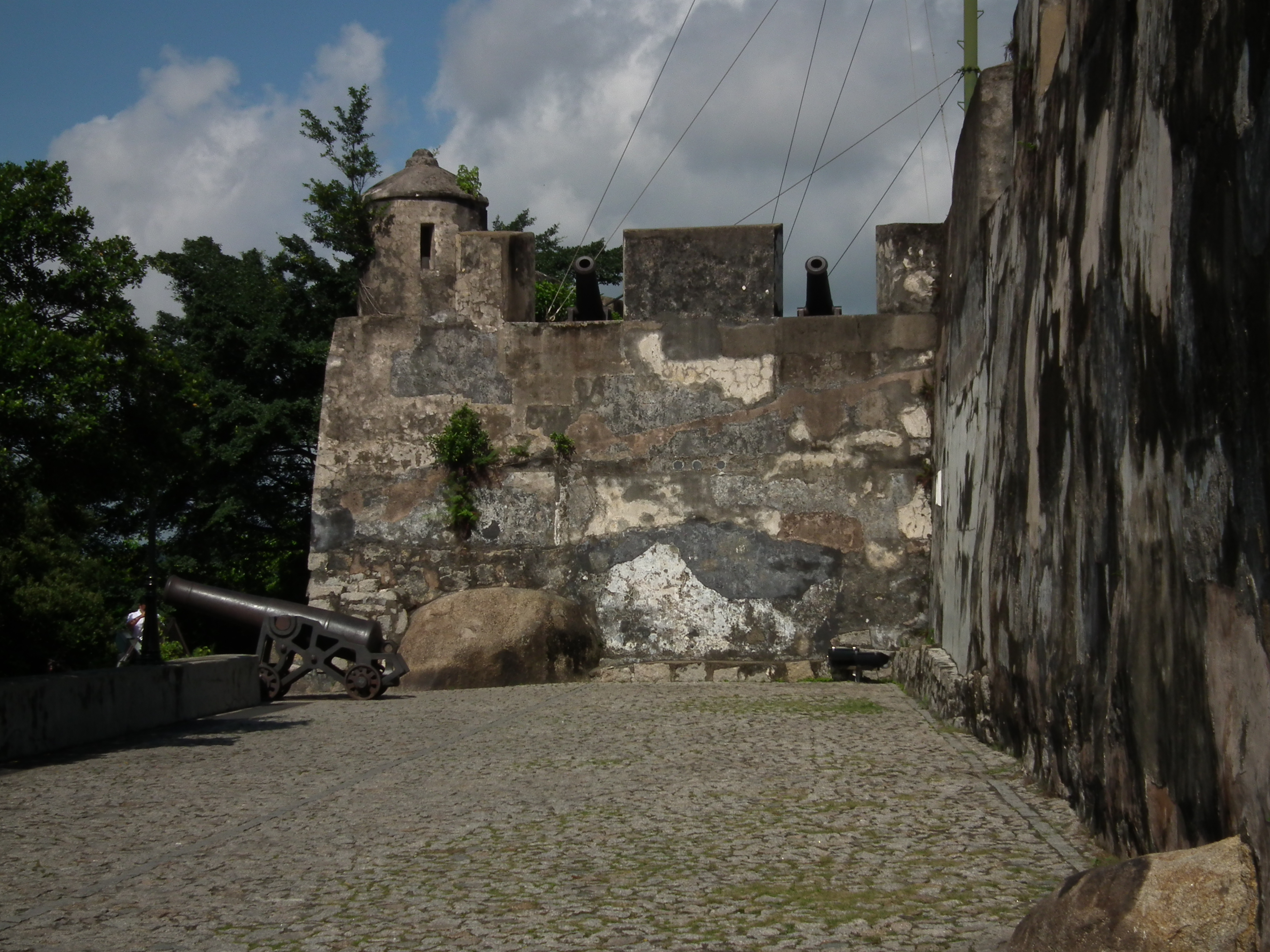
大炮台
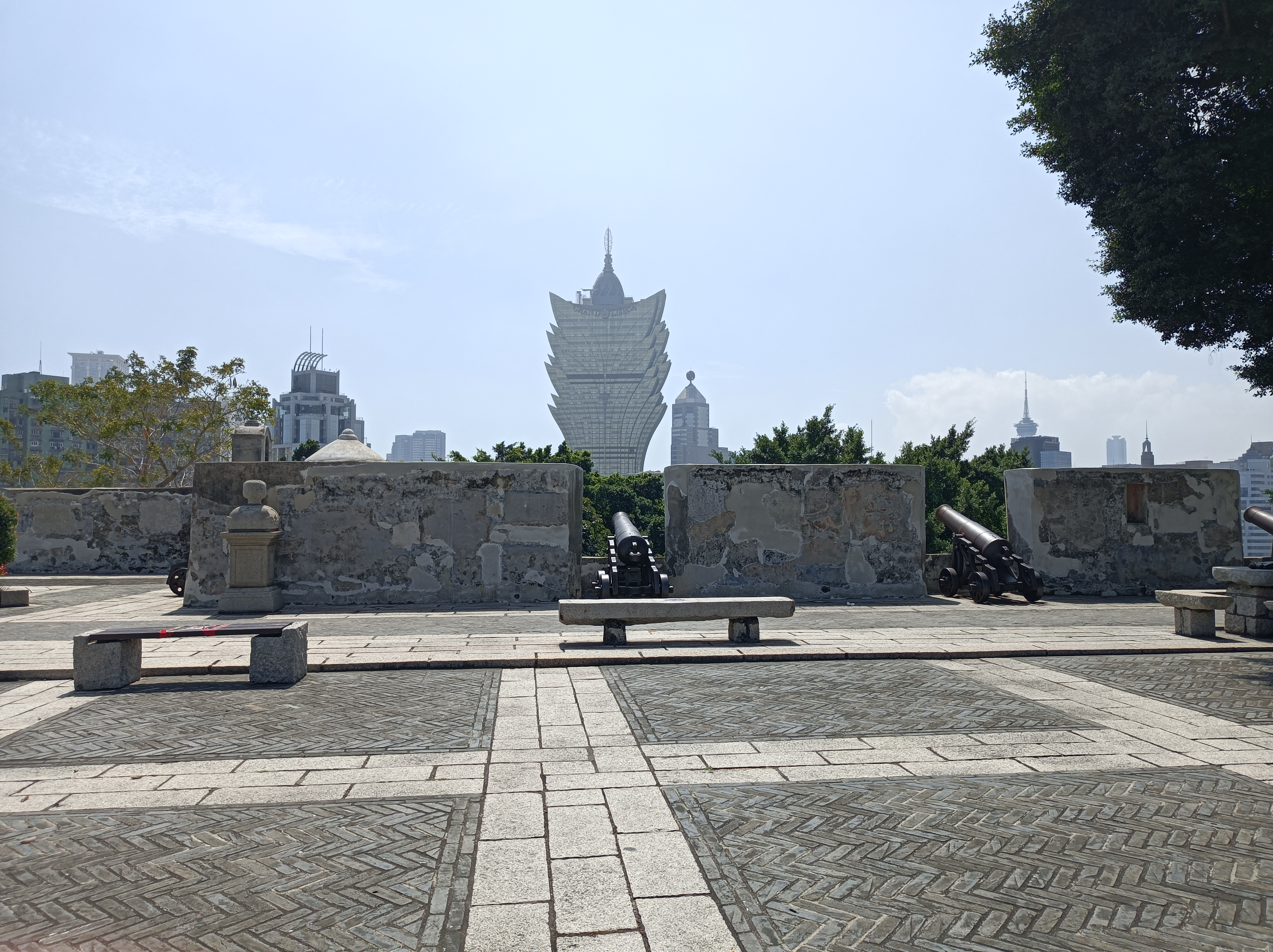
位於平台的大炮台
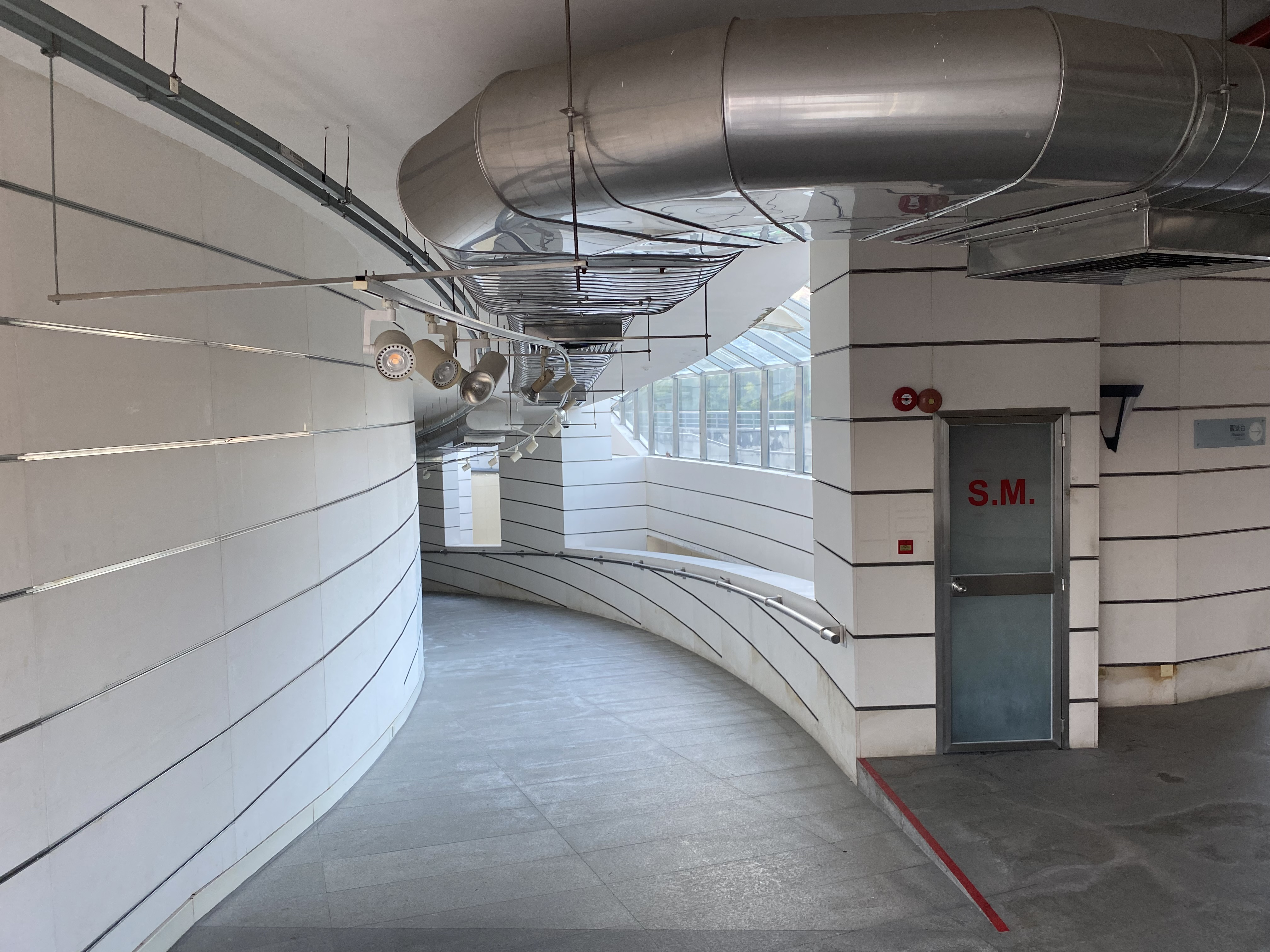
大炮台迴廊

### 行政大樓
澳門博物館行政大樓為辦公室、博物館藏品倉庫、修復室及演講廳等。

## 其他設施

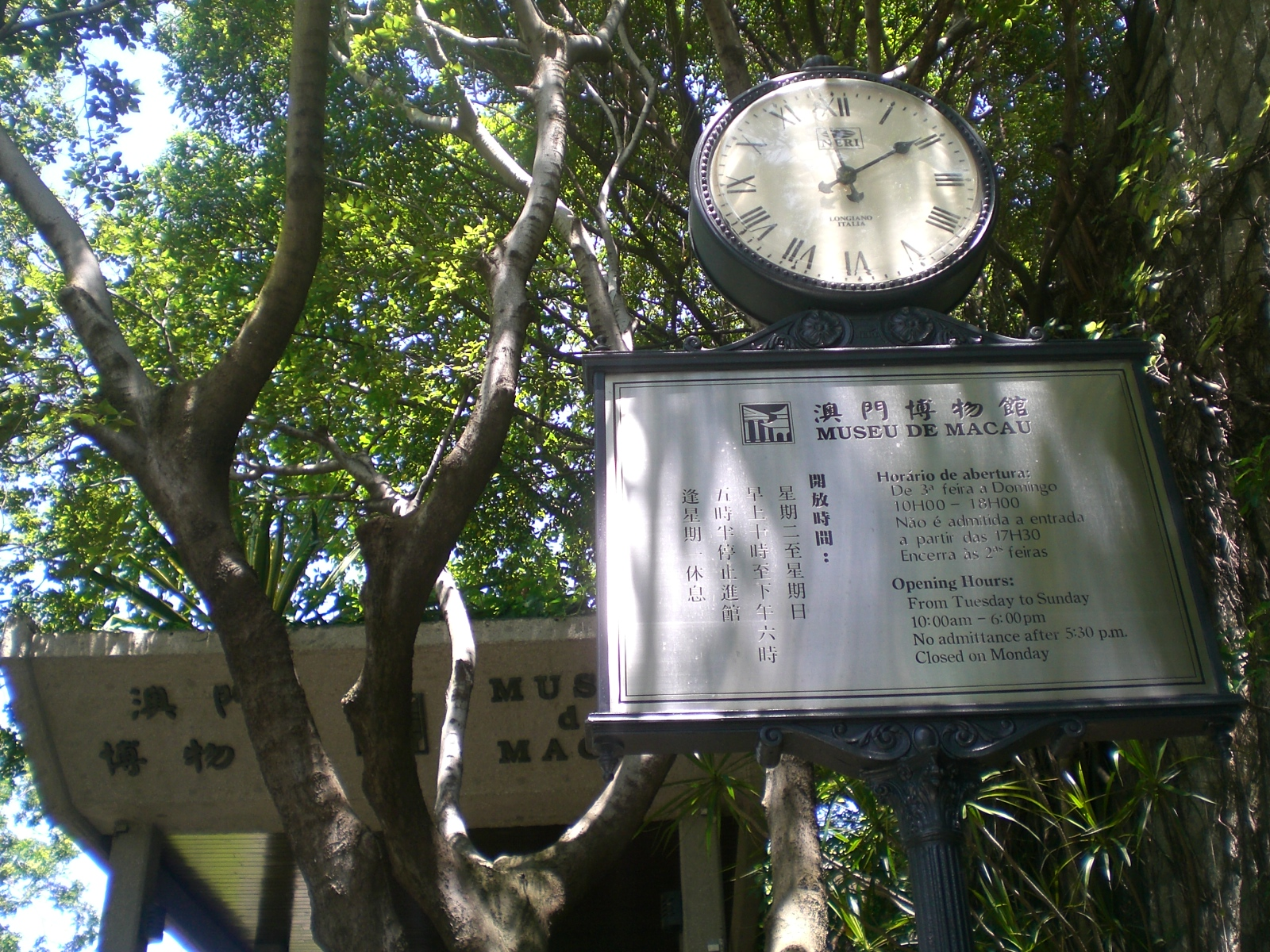
澳門博物館的入口

### 禮品店
澳門博物館禮品店位於公眾入口平台，主要售賣澳門博物館出版之書籍、畫冊、紀念品等產品。也有港澳台等地出版的文化類書籍、澳門紀念品、郵票、明信片等出售。

### 咖啡店
澳門博物館咖啡店位於公眾入口平台，為來館參觀遊客和公眾提供餐飲等食物。咖啡店還為顧客提供免費wifi無線上網服務。

### 小食店
大炮台花園小食店位於大炮台南門入口處的古蹟建築內，環境古雅，為公眾和遊客提供三文治、熱飲、汽水等簡單小食。

### 演講廳
澳門博物館演講廳位於公眾入口平台，設有座位88個，設有傳譯室，配備音響、燈光、銀幕、錄影機、投影機、錄音機、傳譯機等設備，適合舉辦講座、研討會、錄像欣賞、小型表演等活動。

## 基本資料

### 館址
- 澳門博物館前地112號（大炮台）

### 開放時間
- 10:00-18:00，星期一休館

### 票價
- 成人：澳門幣15元
- 學生證持有者：澳門幣8元
- 12歲或以下兒童、65歲或以上長者：免費
- 澳門居民身份證持有者：免費
- 學校及非牟利團體(須提前7個工作日申請)：免費
- 商業機構(須提前7個工作日申請，最少10人)每人：澳門幣10元
- 旅行社(已在澳門博物館登記)每人：澳門幣10元